# Stéphanie Provost
Pour les articles homonymes, voir Provost.
Stéphanie Provost est une joueuse internationale française de rugby à XV, née le 27 mai 1973, de 1,66 pour 60 kg, occupant le poste de demi de mêlée au Caen Rugby Club, puis à l'Ovalie caennaise.
Elle fait partie de l'équipe de France de rugby à XV féminin disputant notamment la coupe du monde 2006 et la coupe du monde 2010.
Elle est éducatrice sportive spécialisée. Elle est manager de l'équipe de France -20 ans féminine de 2015 à 2016.

## Carrière
(juin 2021).
- 2003-2015 : Joueuse à l'Ovalie caennaise
- 2003-2011 : Présidente de l'Ovalie caennaise
- 2011-2015 : Entraîneur de l'Ovalie caennaise
- 2011-2016 : Manager de l'équipe de France -20 ans féminine

## Palmarès
- Sélectionnée en équipe de France à 77 reprises[2] de 1994 à 2005
- Capitaine de l’équipe de France en 2003 et 2004
- Tournoi des VI Nations en 2002, 2004 et 2005 (trois Grands Chelems)
- Championne d'Europe en 1999, 2000 et 2004 année du Grand Chelem
- 3e de la Coupe du monde en 2002 et 2006
- Championne de France avec le Caen Rugby Club en 1999, 2000 et 2002
- Vice-championne de France avec le Caen Rugby Club en 2001 et 2003
- Vice-championne de France avec l'Ovalie caennaise en 2004 et 2005